# Saint-Palais, Allier

Saint-Nicolas-des-Biefs este o comună în departamentul Allier din centrul Franței. În 1 ianuarie 2022 avea o populație de 157 de locuitori.